# Lestijärvi (lac)
Le lac Lestijärvi (finnois : Lestijärvi) est un lac situé dans la municipalité de  Lestijärvi en Finlande,.

## Présentation
Le lac a une superficie de 64,7 kilomètres carrés et une altitude de 140,7 mètres.
Le lac est assez peu profond. L'endroit le plus profond (7 mètres) est situé au nord-ouest d'Itäniemi. Il y a quelques rares petites îles dans la partie sud-ouest, les plus grandes étant Nevansaari (31 ha) et Vasikkasaari (18 ha).
Le lac se déverse dans le golfe de Botnie par le fleuve Lestijoki.